# Lluís Riudor i Carol

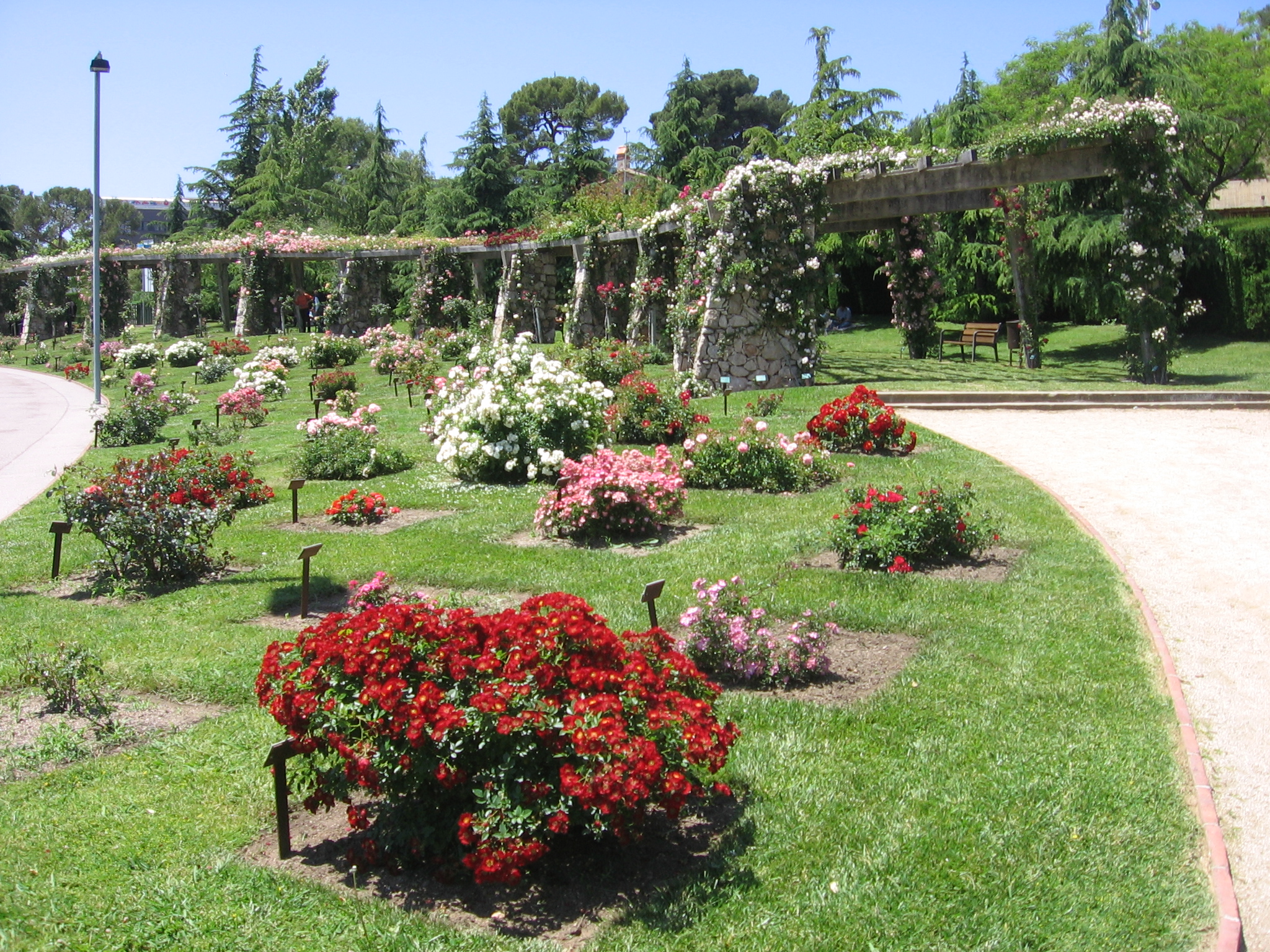
Parc de Cervantes.

Lluís Riudor i Carol (1906-1989) fou un arquitecte i paisatgista català. Fill de l'arquitecte Ramon M. Riudor i de Carme Carol.
Fou director de Parcs i jardins de Barcelona entre 1940 i 1968, va ser l'iniciador del paisatgisme a Catalunya.

## Trajectòria
A la seva joventut va treballar per a l'arquitecte modernista Bernardí Martorell. Al front del departament de jardineria del consistori barceloní va realitzar obres com el Parc del Turó de la Peira (1936), el Parc de Monterols (1947), els Jardins de Moragas (1959), el Jardí d'Àustria (dins del Parc Güell, anys 1960), el Parc de Cervantes (1965), i diverses intervencions a la muntanya de Montjuïc encaminades a suprimir el barraquisme produït amb la immigració en la postguerra.
Com a arquitecte va realitzar diverses edificacions al Parc d'atraccions de Montjuïc, com el Parasol i el Quiosc Damm, en col·laboració amb Antoni Maria Riera i Clavillé (1966).
Fou autor de diverses obres de divulgació jardinística: Guia dels espais verds de Barcelona: aproximació històrica (1984), Apuntes de jardinería y paisaje (1989), El Árbol en jardinería y paisajismo: guía de aplicación para España y países de clima mediterráneo y templado (1992), Guía arbórea de aplicación al Barcelonés y Maresme (2010).